# Tutelina harti
Tutelina harti là một loài nhện trong họ Salticidae.
Loài này thuộc chi Tutelina. Tutelina harti được Peckham miêu tả năm 1891.